# Lichong
Lichong (kinesiska: 李冲) är en socken i östra Kina. Den ligger i Fengtai härad i staden Huainan i provinsen Anhui, omkring 100 kilometer nordväst om provinshuvudstaden Hefei. Antalet invånare är 14827. Befolkningen består av 7 094 kvinnor och 7 733 män. Barn under 15 år utgör 19,0 %, vuxna 15-64 år 71 %, och äldre över 65 år 8,0 %.
Lichong är en etnisk minoritetssocken för huifolket.